# Gastrulación

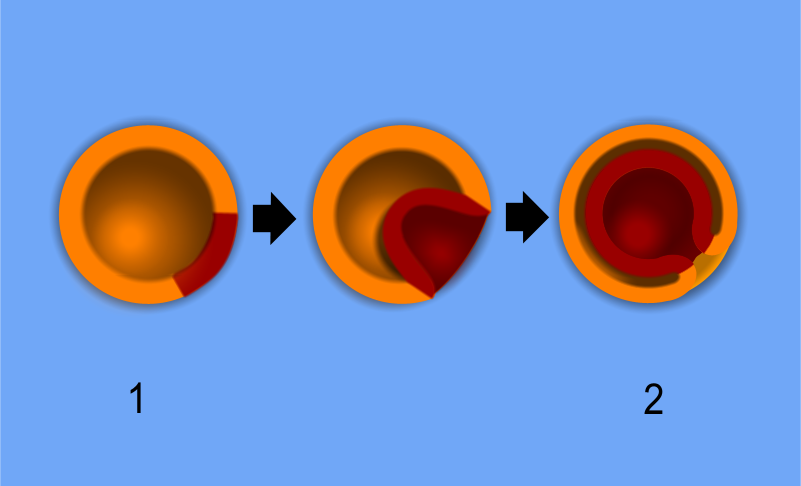
Gastrulación de un animal diblástico: La formación de capas germinales desde una (1) blástula a una (2) gástrula. Parte de las células del ectodermo (naranja) se movilizan hacia el interior formando el endodermo (rojo).

La gastrulación es el proceso mediante el cual se forma, a partir de la migración de poblaciones celulares ubicadas en el epiblasto, un embrión trilaminar. Forma parte del desarrollo embrionario y ocurre después de la formación de la blástula, esto es, que sigue a la de segmentación, y tiene como consecuencia la formación de las capas fundamentales del embrión (capas germinales):
- Ectodermo: es la capa externa, Por ello, formará parte de las paredes que constituyen el espacio que rodea al embrión: el saco amniótico. En efecto, de los límites periféricos del ectodermo se diferencian un grupo de células, los amniocitos, que continuándose desde el ectodermo se disponen cerrando la cavidad, en cuyo interior queda coleccionado el líquido amniótico.

Podemos distinguir dos partes de la capa: el ectodermo neural, denominado así por contener las células que darán lugar a la formación del sistema nervioso, y el resto de la superficie ectodérmica, el ectodermo no-neural, que dará lugar fundamentalmente a la capa de células cutáneas más superficiales, la epidermis.
- Mesodermo: es la capa intermedia, es decir, las células que forman la parte superior de la capa que creció hacia el interior en la blástula. Y formará parte del sistema reproductor, el sistema excretor, el osteoartromuscular y el circulatorio. El principal componente mesodérmico está situado en el eje longitudinal del embrión: la notocorda, que tendrá un papel fundamental en los procesos de inducción neural, sobre la capa ectodérmica suprayacente.
- Endodermo: es la capa de células más interna que se limita a seguir el proceso de incurvación embrionaria, dando lugar a la constitución del tubo endodérmico, que recorre el embrión longitudinalmente desde la boca primitiva (estomodeo) hasta el ano (membrana cloacal). Las células del endodermo constituirán fundamentalmente las estructuras del tubo digestivo, en referencia fundamentalmente a la mucosa digestiva

La gastrulación es el evento principal de la tercera semana de gestación, comienza a finales de la segunda y termina a finales de la cuarta semana. A partir de la gastrulación se puede definir la encefalización, una asimetría de diferenciación entre el extremo encefálico y el extremo caudal del embrión, ya que el proceso sucede más rápido en el extremo encefálico y cuando este ha terminado, aún no lo ha hecho en el extremo caudal.

## Formación del embrión trilaminar
El disco embrionario y más concretamente el blastodermo, es el origen de todos los tejidos embrionarios y parte de los tejidos extraembrionarios. Uno de los procesos fundamentales en las fases iniciales del desarrollo embrionario consiste en la formación de una tercera capa embrionaria, de tal modo que el disco embrionario laminar, constituido por el epiblasto (o ectoblasto) e hipoblasto, llegará a configurarse en un disco trilaminar, constituido por ectodermo, endodermo y mesodermo. 

### Migración celular
La gastrulación se inicia con la formación de la línea primitiva, el extremo encefálico de esta línea recibe el nombre de nódulo primitivo. 
La línea primitiva se forma gracias a la migración de las células epiblásticas, unas cuantas se introducirán entre la capa del epiblasto y del hipoblasto (hacia el  blastocele) y otras se mezclarán entre las células de la capa del hipoblasto. Este movimiento que realizan las células epiblásticas recibe el nombre de invaginación, la cual produce una disminución del tamaño de la cavidad blastocélica. Está especificada por factores de crecimiento de fibroblastos 8 (FGF-8) que reducen la concentración de cadherina E (proteínas que mantienen unidas las células epiblásticas) de forma que las células migrarán con mayor facilidad. 
Al mismo tiempo que la cavidad blastocélica disminuye, surge una nueva cavidad llamada arquénteron o gastrocele, que más tarde se convertirá en el intestino. La actividad mitótica, muy intensa a lo largo de la segmentación, disminuye aunque sin cesar nunca por completo.
Por lo que las células epiblásticas que no migraron y se encuentran todavía en la capa formarán el ectodermo, la nueva capa que se ha formado se ha formado a partir de la invaginación se llama mesodermo y la capa formada por células anteriormente epiblásticas más las células del hipoblasto formaran el endodermo.

### Tipos de segregación celular
Los blastómeros, o agrupaciones de ellos, emprenden migraciones considerables de las que se origina la segregación celular en dos tipos, uno de los cuales cubrirá al otro. La capa externa o ectoblasto (ectodermo) cubre la capa interna o endoblasto (endodermo), pero la gástrula no es germen diblástico más que en los poríferos y celenterados (cnidarios y ctenóforos); en todos los demás metazoos, una capa media o mesoblasto (mesodermo) queda intercalada entre las dos capas antes mencionadas.

### Formación de la notocorda
Una vez ya formadas las tres capas, se produce la formación de la notocorda a partir de la migración de las células notocordales desde el nódulo primitivo hasta la placa precordal (extremo encefálico) de forma que se cree una placa notocordal en el endodermo, que proliferará y se elongará para, posteriormente, se separe del endodermo y forme una especie de cordón celular (notocorda). Posteriormente,  inducirá a la formación de la placa neural, el tubo neural y los cuerpos vertebrales.

## Tipos de gastrulación
El proceso de gastrulación ocurre de modo diferente según el tipo de huevo y su subsiguiente segmentación. Los principales tipos de gastrulación son:

### Gastrulación por invaginación o embolia
La mayoría de los filos animales presentan segmentación holoblástica y, en este caso, la blástula tiene aspecto de una bola hueca (celoblástula); la cavidad que delimita se denomina blastocele. Una blástula de este tipo experimenta la gastrulación por un proceso de invaginación, es decir, que una parte de las células ectodérmicas se invagina hacia el blastocele para formar la segunda hoja embrionaria (endodermo) y delimitar una nueva cavidad, el arquénteron que comunica con el exterior por el blastoporo. Es el tipo que se ha detallado anteriormente.

### Gastrulación por epibolia
Ocurre cuando el huevo presenta una cantidad moderada de vitelo situado en el polo vegetativo, y la segmentación produce grandes macrómeros vitelinos. En este caso, el blastocele es más o menos virtual (estereoblástula) y la invaginación se hace dificultosa. Por este motivo, los micrómeros situados en el polo animal se dividen, proliferan, se hunden y rodean los macrómeros, hasta formarse el blastoporo en el polo vegetativo. Finalmente, los micrómeros formarán el ectodermo y los macrómeros el endodermo.

### Gastrulación por involución
Cuando la cantidad de vitelo del huevo es tan grande que la segmentación es de tipo meroblástico se forma un pequeño casquete de células o discoblástula y entonces la gastrulación se produce generalmente por involución. Este proceso consiste en que las células de la periferia del disco se hunden y se dirigen hacia atrás, bajo la capa superficial y forman un doble estrato (segunda capa plegada hacia adentro) y sólo constan de ectodermo y endodermo. Es el caso típico de los cefalópodos. Los embriones crecen al pasar 3 meses y nacen cuando pasan 5 meses, luego la gastrulación pasa a ser característica principal.

### Gastrulación por delaminación
Es un tipo poco frecuente. Ocurre cuando se forma una celoblástula. El endodermo se forma a partir de la división de las células ectodérmicas, y de la migración y hundimiento de las mismas; la gastrulación se completa con separación de dos capas de células, una externa (ectodermo) y otra interna(endodermo), y no hay blastoporo, sino que la cavidad del arquénteron se abrirá por un proceso secundario.

### Gastrulación por ingresión
Es similar al caso anterior, pero el endodermo se forma por migración de células ectodérmicas en vez de por división y migración de las mismas. En este caso, tampoco se forma el blastoporo durante el proceso. Este tipo lo presentan los cnidarios, ctenóforos y esponjas.

## Distinción según número de capas

### Diblásticos
Como se ha comentado antes, algunos animales y celentéreos, mantienen esta etapa, siendo animales diblásticos (con dos hojas blastodérmicas). Por ejemplo los pólipos tienen dos capas y se pueden asemejar a una gástrula invertida, siendo la mesoglea equivalente al blastocele y la cavidad interna en contacto con el exterior equivalente al arquénteron, no así el gastroporo con el blastoporo, pues tienen orígenes embrionarios diferentes. Estos animales son representantes de un nivel de organización muy sencillo que no han formado órganos sino algo parecido a tejidos.

### Triblásticos
Para que se hayan formado órganos se ha tenido que desarrollar una tercera hoja blastodérmica, aunque de tal forma que no se aumente demasiado el volumen, siguiendo la línea anteriormente descrita.
En la gástrula triblástica, células del endodermo se invaginan formando unas bolsas que se van ampliando hasta la consecución de una tercera hoja blastodérmica o mesodermo, incluida entre el endodermo y el ectodermo, con dos capas, una somatopleura cercana al ectodermo y otra esplacnopleura cercana al endodermo.
El mesodermo delimita junto con el mediastino (que dará lugar al mesenterio) una cavidad o celoma. Los animales con tres hojas blastodérmicas se denominan triblásticos, tanto acelomados, pseudocelomados como celomados. La formación del mesodermo por el proceso antes descrito se denomina enterocelia, pero no es el único mecanismo para va formación del mismo (véase mesodermo).